# Michail Sergejewitsch Ledowskich
Michail Sergejewitsch Ledowskich (russisch Михаил Сергеевич Ледовских; * 8. August 1986 in Almaty, Kasachische SSR) ist ein ehemaliger russischer Tennisspieler.

## Karriere
Ledowskich begann mit sieben Jahren mit dem Tennisspielen, nachdem seine Familie von Kasachstan nach Sotschi gezogen war.
Er spielt hauptsächlich auf der ITF Future Tour und der ATP Challenger Tour. 2005 kam er beim Turnier in Moskau durch eine Wildcard zu seinem Debüt auf der ATP World Tour, wo er Paul Goldstein 2:6, 4:6 unterlag. In den Folgejahren hatte er immer wieder Auftritte auf der ATP Tour, bis er sich 2006 in Bangkok erstmals gegen einen Gegner durchsetzen konnte. Gegen Michael Ryderstedt gewann er in zwei Sätzen, ehe er sich Paradorn Srichaphan in drei Sätzen beugen musste.
2007 gelang ihm sein einziger Turniersieg auf der Challenger Tour in Astana. Er besiegte im Finale Björn Phau, nachdem er im Halbfinale von einer Verletzung Rainer Schüttlers profitierte.
Im selben Jahr gelang es ihm erstmals, in die Top 200 der Weltrangliste vorzurücken, bis zu seiner Höchstplatzierung 151 im Jahr 2008. 2016 spielte er letztmals ein Profiturnier.

## Erfolge
| Legende (Anzahl der Siege)  |
| Grand Slam                  |
| ATP World Tour Finals       |
| ATP World Tour Masters 1000 |
| ATP World Tour 500          |
| ATP World Tour 250          |
| ATP Challenger Tour (1)     |

### Einzel

#### Turniersiege
| Nr. | Datum         | Turnier | Belag     | Finalgegner | Ergebnis  |
| --- | ------------- | ------- | --------- | ----------- | --------- |
| 1.  | 23. Juni 2007 | Astana  | Hartplatz | Björn Phau  | 7:62, 6:3 |